# Schlachtgeschwader 111
Schlachtgeschwader 111 (dobesedno slovensko: Bojni polk 111; kratica SG 111 oz. SchlG 111) je bil jurišni letalski polk (Geschwader) v sestavi nemške Luftwaffe med drugo svetovno vojno; to je bila šolska enota, namenjena za usposabljanje novih pilotov.

## Organizacija
- štab
- I. skupina

## Vodstvo polka
Poveljniki polka (Geschwaderkommodore)
- Major Andreas Zahn: 15. oktober 1943
- Major Edmund Kraus: 1. december 1943
- ?: 1. januar 1945